# Isogenoides doratus
Isogenoides doratus är en bäcksländeart som först beskrevs av Theodore Henry Frison 1942.  Isogenoides doratus ingår i släktet Isogenoides och familjen rovbäcksländor. Inga underarter finns listade i Catalogue of Life.